# Яман-Елгинская узкоколейная железная дорога

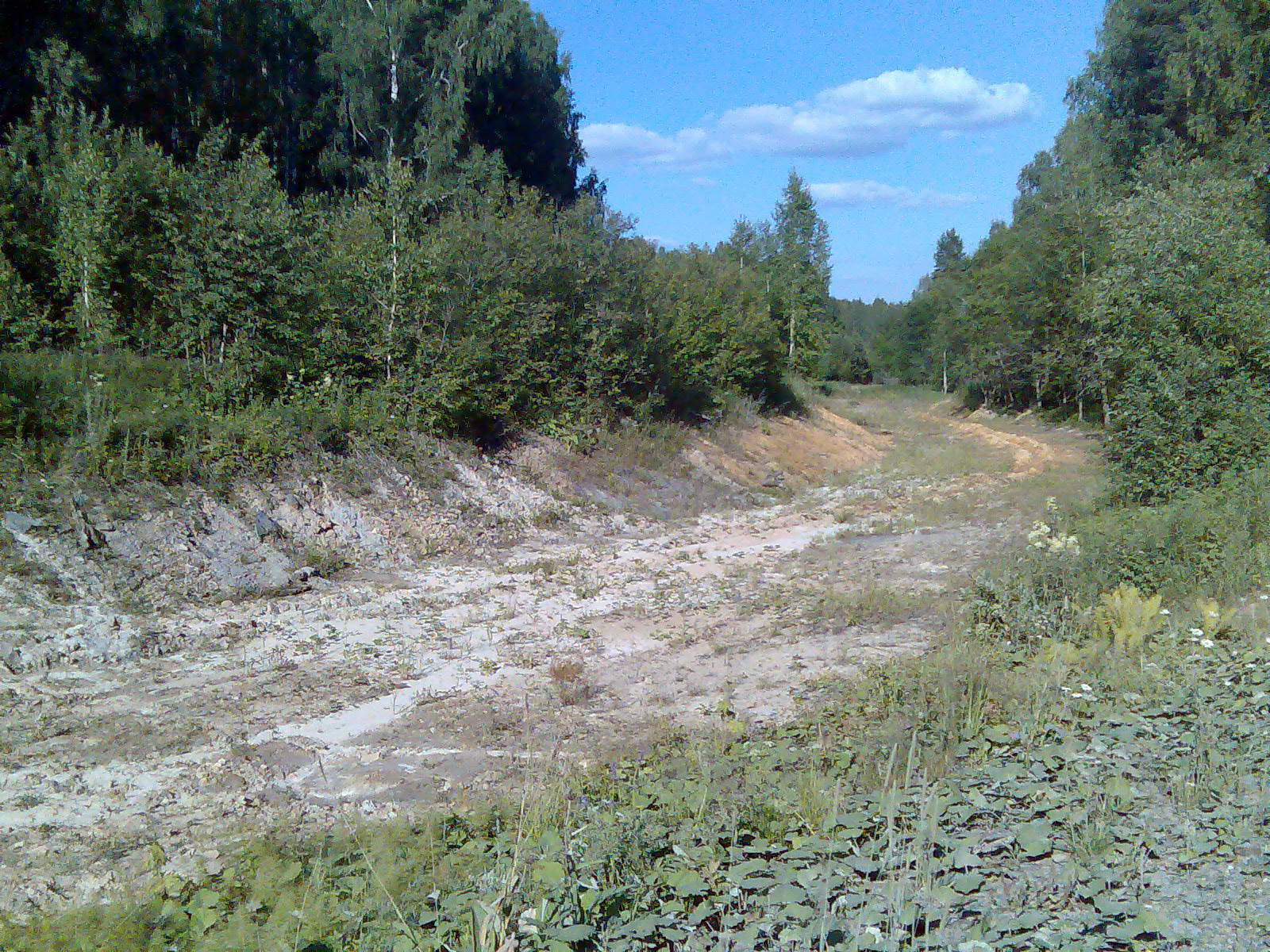
Полотно разобранной узкоколейки

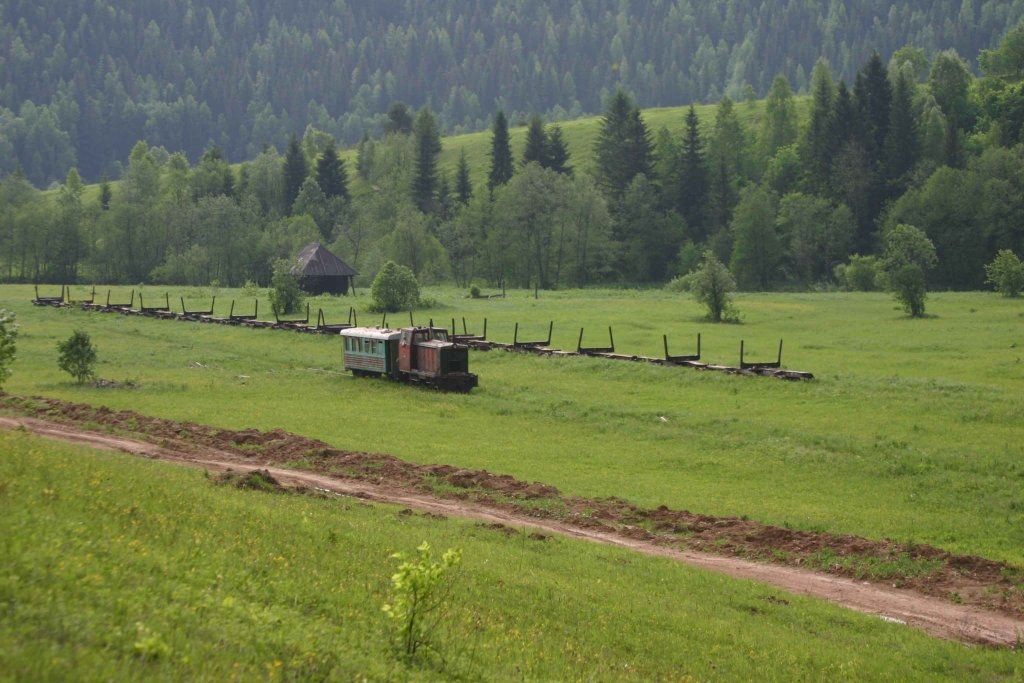
Бывшее село Красивая поляна, станция ЯЕУЖД

Яман-Елгинская узкоколейная железная дорога — бывшая железнодорожная линия на Южном Урале, административно — в Нуримановском районе Республики Башкортостан. Принадлежала Яман-Елгинскому леспромхозу, закрывшийся в 2007 году. В 2010 году разобрана.

Основная деятельность — перевозка древесины из лесов Южного Урала к воде (реки Уфа и Юрюзань). Перевозились иные грузы, ходили пассажирские поезда, в том числе по маршрутам Красный Ключ — Урмантау и Красный Ключ — Атняш (местное название — «коробка»). Выхода к широкой колее Яман-Елгинская узкоколейка никогда не имела. В последние годы леспромхоз не действует, у железнодорожных линий несколько владельцев.
Нулевой километр Яман-Елгинской ж. д. — посёлок Красный Ключ.
Первый участок открыт в 1930-е годы. Со временем к Яман-Елгинской ж. д. присоединили две узкоколейки: Симкинская узкоколейная железная дорога (открытие — 1951 год, селение Чандар, в 12 км южнее Красного Ключа) и Юрюзанская узкоколейная железная дорога (1949 год, в посёлке Урмантау, что на берегу реки Юрюзань). Линия к посёлку Атняш была одной из «боковых» ветвей.
В 1960-е годы магистральная линия пролегала по направлению Красный Ключ — Урмантау, протяжённостью около 100 км. Суммарная протяжённость сети, с учётом Симкинской и Юрюзанской узкоколейных железных дорог, составляла не менее 250 километров. На линиях насчитывалось около двадцати лесных посёлков (неполный список: Тамак, Тюба, Красивая Поляна, Объездной Лог, Октябрьский, Просвет, Первомайск, Развилка, Пятый километр — в окрестностях Атняша, Бияз — на Юрюзанской узкоколейной железной дороге, Акманайка, Симка, Берёзовка, Лесной — на Симкинской узкоколейной железной дороге).
Раздельные и остановочные пункты на главной линии Красный Ключ — Атняш:
- 0 км Красный Ключ (депо, диспетчерская)
- 4 км Яман-Порт (нижний склад леспромхоза)
- 5 км Устье 7 км Тамак
- 9 км 9 км
- 11 км Тюба
- 15 км Красивая Поляна
- 19 км Объездной Лог
- 26 км Октябрьск
- 29 км Кудаш
- 35 км 19 площадка
- 44 км Сорочинск
- 50 км Просвет
- 54 км Первомайск (Первомайский лесопункт)
- 5? км 41 площадка
- 5? км 45 площадка
- 6? км 53 площадка
- 65 км 71 площадка (отходит линия на Яманъелгу)
- 82 км Пятый посёлок
- 87 км Атняш

Линия Развилка — Яманъелга:
- 65 км (от ст. Красный Ключ) 71 площадка
- 70 км (от ст. Красный Ключ)

Развилка От ст. Развилка в северном направлении отходит линия на Кишам (длина не менее 20 км) Далее — километраж не известен. Протяжённость участка за станцией Развилка — не менее 10 км.
14 ветка:
- Покос Хатмулина
- 50 площадка
- 23 площадка
- Покос Фаттихова
- Яманъелга (Третий разъезд)